# 南王部落
普悠瑪部落（即南王部落）是一個位在臺東縣臺東市南王里的臺灣原住民族部落，約略範圍西北至卑南山、東至臺東線鐵道、南至太平溪左岸堤防。該部落為卑南族「卑南八社」之一，其內仍保有大獵祭、少年年祭（舊稱猴祭）、巫師祭、婦女除草完工祭、海祭（小米收穫祭）等祭典，是卑南文化保留最完整的部落之一。

## 歷史
- 1974年，南王村由卑南鄉劃入臺東市轄區內並改設為里級行政單位。

## 地名由來
- 一說：原為卑南族的大社「卑南社」。Puyuma是尊稱的意思。以前卑南族有一位優秀的大頭目卑南王，統御附近的蕃社，而且向各山地原住民徵收粟或肉類、向海岸原住民徵收貝類。Puyuma就是「獲得貢物的最高位原住民」的意思，遂成其尊號。Puyumaru就是卑南社，而puyuma族就是指卑南社大頭目直屬的卑南八社。

- 一說：原卑南族「卑南社」所在，卑南語「puyuma」，為「都城」之意。該社的祖先於何時移住此地，因無紀錄，故無法得知。但，此為昔日有名之卑南王的所在地。

- 一說：卑南社的祖先從聖山 apangan（今都蘭山）下山後，各自找適合的地方分散居住，當時有6個家族設有集會所，6個會所分散有很多不便，經各家族長老商議，決定把集會所集中在 pasaraa(家族名)的本家前面，長老們開會如此集中各家族集會的行動稱為puyuma，是「集中、團結」之意。從此，卑南社自稱是puyuma。後來，因卑南社不向知本社納貢，引起雙方衝突，直到有一知本社青年paunyn至卑南社請求講和，卑南社長老sapayan被其誠意感動，欲收其為義子，經知本社長老同意，卑南社長老sapayan便說：「既然你們同意我收paunyn為義子，現在開始我們都是一族人了。」從此凡屬知本系的6個部落與卑南社均同稱為puyuma[3]。[4]

## 週邊環境
- 省道台九線
- 台鐵臺東車站
- 台東縣立棒球場
- 國立台灣史前文化博物館卑南文化公園
- 臺東縣立卑南國民中學
- 臺東縣臺東市南王國民小學
- 湄聖宮
- 沙巴漾窯滾麵包坊
- 台灣高山舞集文化藝術服務團

## 知名人物
- 陸森寶：卑南族歌謠大師，素有「卑南族音樂之父」美稱，教育家。
- 鄭開宗：卑南社著名的大頭目，其曾祖父為鄭尚（siwa）。
- 南志信（族名Sising）：1886年出生，曾任第一屆臺灣省政府委員、制憲國大代表，也是第一位臺灣原住民西醫。
- 陳建年：陸森寶的外孫。第11屆金曲獎最佳國語男演唱人、最佳作曲人獎，第18屆金曲獎演奏類最佳專輯製作人，第20屆金曲獎最佳專輯製作人
- 紀曉君：第11屆金曲獎最佳新人獎
- 巴奈·庫穗：獨立音樂原住民女歌手。
- 昊恩家家（團體）：昊恩為紀曉君表舅，家家（紀家盈）是紀曉君妹妹。第18屆金曲獎最佳演唱組合、第18屆金曲獎最佳原住民語專輯獎(合輯)。家家以個人身分重新出道後，多次獲得金曲獎提名。
- 南王姊妹花（團體）：陳惠琴、李諭芹、徐美花。第20屆金曲獎最佳演唱組合。
- 陳富貴（運動員）：2010年全國脊髓輪椅運動會輪椅競速100公尺第三名（無分級）。2013年全國脊髓損傷運動會桌球TT2季軍、鉛球兩公斤組冠軍。
- 胡德夫：第17屆金曲獎最佳作詞人獎、最佳年度歌曲
- 陳永龍：紀曉君、紀家盈的舅舅，第18屆金曲獎最佳原住民語專輯獎(合輯)[2]
- 林浩一：臺灣電視公司警匪電視劇《天眼》片頭曲〈衝破黑暗〉主唱

## 關聯事物
- 陳建年，〈故鄉普悠瑪〉，《海洋》專輯，1999年6月
- 簡文彬、張四十三（張議平）、南王部落歌手，舞台劇《很久沒有敬我了你》，2010－2011年
- 普悠瑪號：台鐵從2013年起投入營運的傾斜式列車TEMU2000型，以「普悠瑪」命名。
- 普悠瑪客運：從2014年7月起加入台東市公車營運，以「普悠瑪」命名。[4]

## 外部連結
- 南王里全球資訊網